# Sport à Montpellier
Montpellier est une ville de France impliquée dans de nombreuses disciplines sportives. Plusieurs clubs de la ville côtoient aujourd'hui ou ont côtoyé, par le passé, l'élite de leur sport, comme le Montpellier Hérault Sport Club et auparavant, le SOM en football, le MHR en rugby à XV, les Diables Rouges en rugby à XIII, le MHB en handball, le Montpellier Paillade Basket en basket-ball, le Montpellier Volley UC en volley-ball, le MWP en water-polo, les Vipers en hockey sur glace, les Barracudas en baseball, le MTT en tennis de table ou même les Hurricanes en football américain.

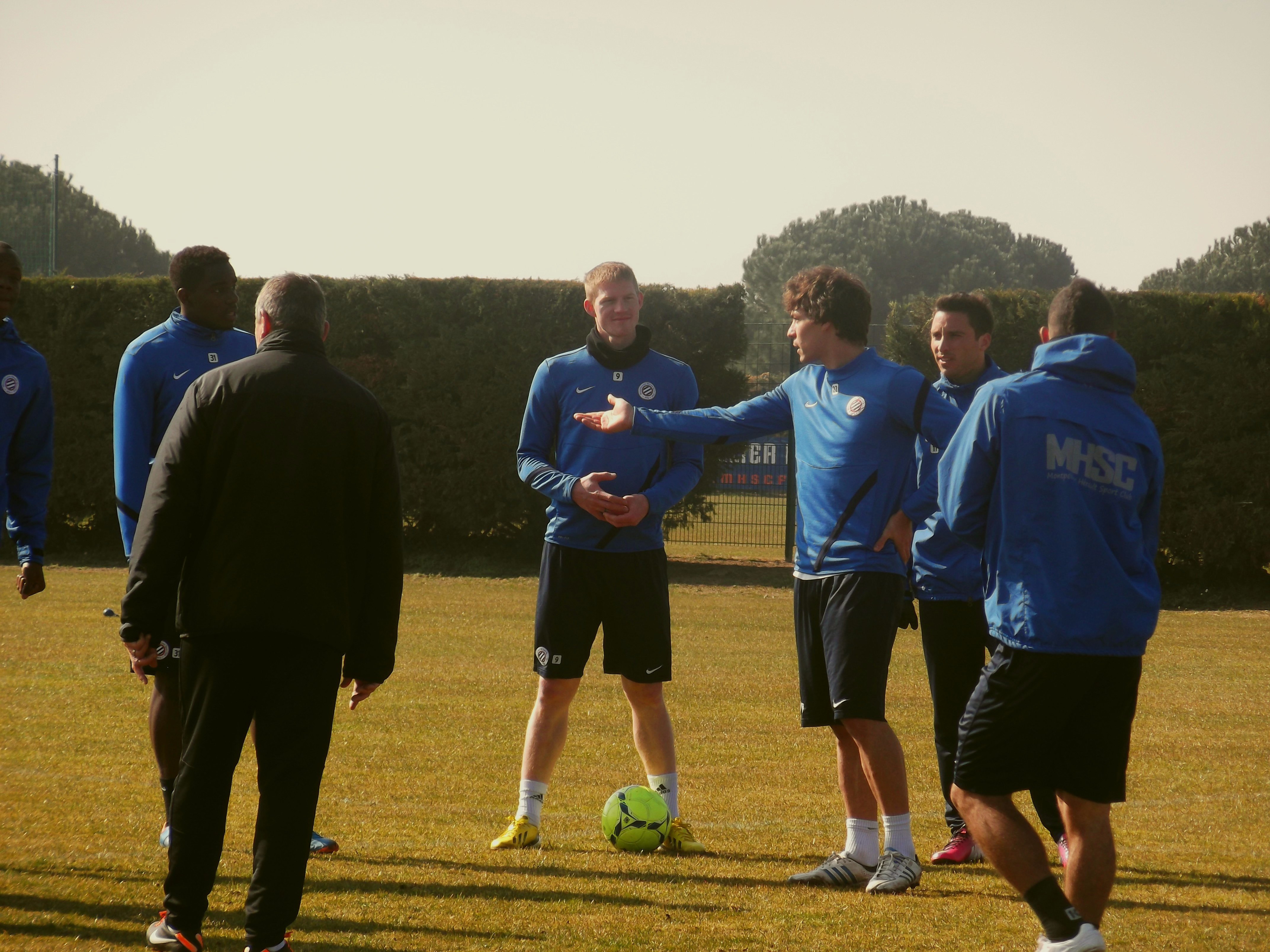
Entraînement des footballeurs du MHSC à Grammont en mars 2013.

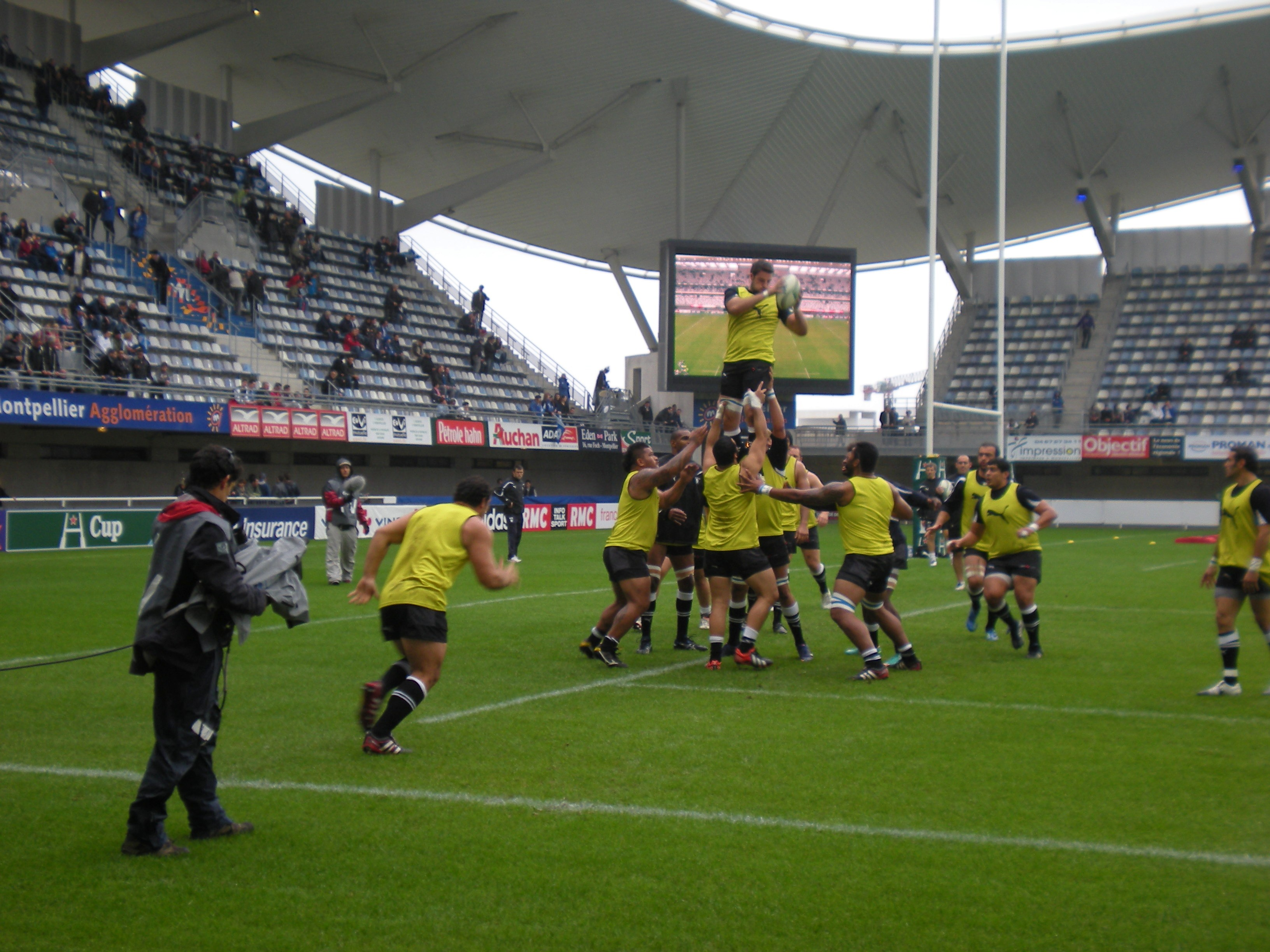
Échauffement des rugbymen du MHR au stade Yves-du-Manoir (2012).

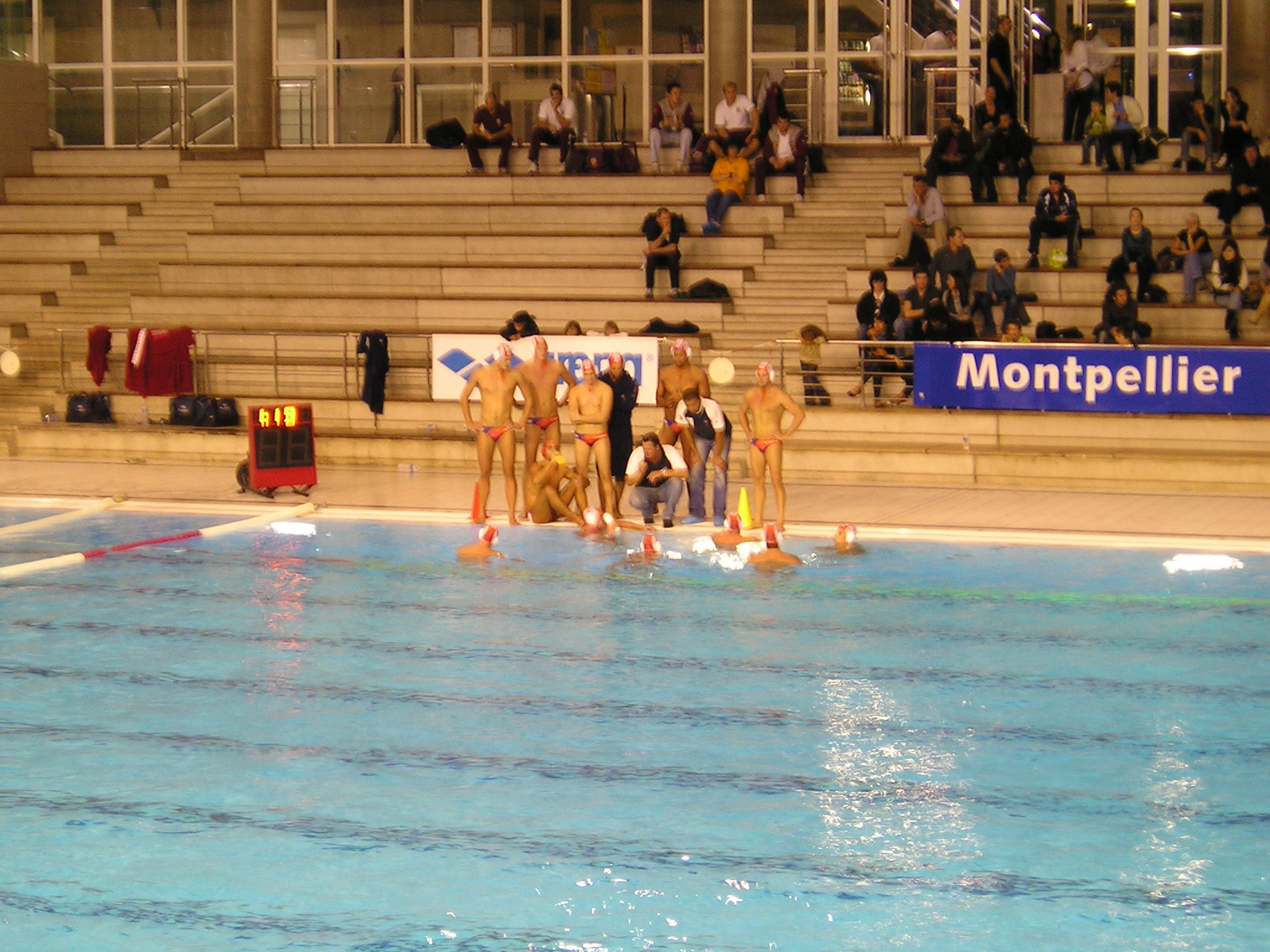
Montpellier Water-Polo, 2009.

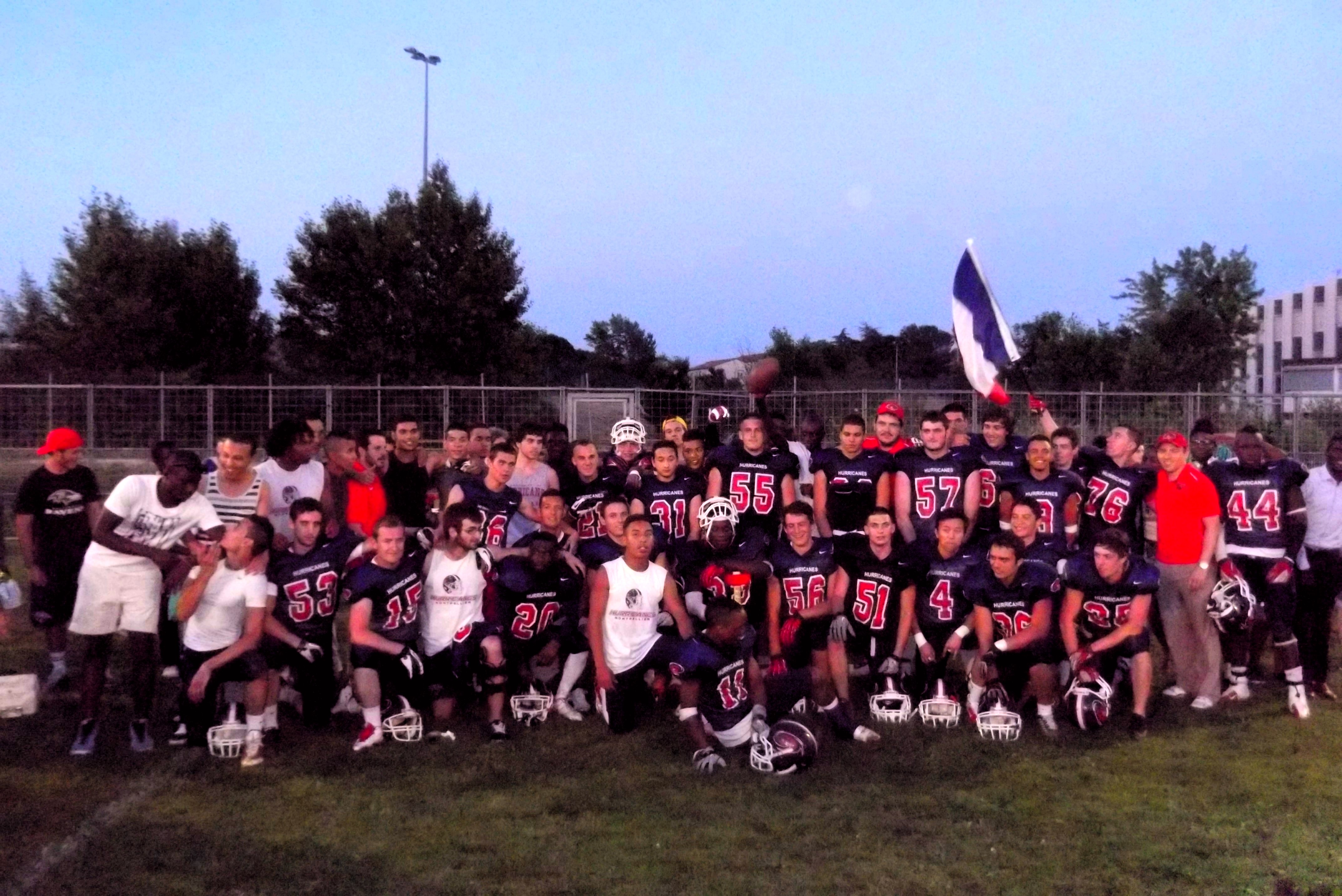
Football US : Hurricanes Montpellier champions de France juniors 2013.

## Installations sportives
Comme toutes les villes d'une certaine importance, Montpellier possède de nombreux équipements sportifs (plusieurs stades, gymnases et piscines municipaux, une patinoire, des courts de tennis, bowlings, golfs, dojos, etc.). Qu'elles soient publiques ou privées, d'accès libre ou règlementé, toutes ces installations permettent la pratique de nombreuses activités sportives. Les plus gros équipements sportifs de la ville sont le Stade de la Mosson (football), le Stade Yves-du-Manoir (rugby à XV), le Palais des sports René-Bougnol (handball), le Palais des sports Pierre-de-Coubertin (volley-ball), la Park&Suites Arena (multisports), la Piscine olympique d'Antigone, la Patinoire Végapolis…

### Gymnases
- Centre-ville : gymnase Emmanuel Gambardella, gymnase Olympie
- Quartier nord : gymnase Les Arts
- Quartier sud et est : gymnase Françoise-Spinosi, gymnase Georges-Busnel, gymnase Henri-Ferrari, gymnase Mireille-Bessière,
- Quartier ouest : gymnase Micheline-Ostermeyer (Las Sorbes), gymnase Louis-Nègre (Las Cazes), gymnase Marcel-Cerdan (la Chamberte), gymnase Roger Couderc (St-Cléophas), gymnase Alain-Colas (Croix d'Argent), salle de sports Lachenal (Figuerolles), gymnase Jean-Ramel (Figuerolles), gymnase Paul-Rocca (Petit Bard), gymnase Bernard-Jouanique (Las Rèbes), gymnase Albert-Batteux
- La Paillade : gymnase les Garrigues, gymnase Lou-Clapas, gymnase Jean-Bouin, gymnase Arthur-Rimbaud

### Piscines
- Centre-ville : piscine olympique d’Antigone, piscine Pitot (Arceaux), piscine Lycée Joffre, piscine du CREPS ;
- Quartier nord : piscine de la Motte-Rouge, qui est fermé depuis 2013[1] ;
- Quartier sud et est : piscine Jean Taris (Pompignane), piscine Alfred-Nakache (Millénaire), piscine Jean-Vives (Croix d'argent), piscine Suzanne-Berlioux (la Rauze) ;
- Quartier ouest :  piscine Marcel-Spilliaert (la Chamberte), piscine du Parc Montcalm ;
- La Paillade : Centre Nautique Neptune.

### Stades
- Centre-ville : stade Philippidès (athlétisme), terrain de football Astruc (les Arceaux) ;
- Quartier nord : domaine de Veyrassi (baseball, softball, football américain), terrain Jeannot Véga (football), terrain Mail des abbés (football), terrain Jeu de mail (football), terrain Père Prévost (football) ;
- Quartier sud et est : stade Claude-Béal (football), terrain de football Robert-Granier (Pont-Trinquat), terrain de football la Pompignane, terrains de football du Domaine de Grammont ;
- Quartier ouest : stade Sabathé (rugby), complexe du stade Yves du Manoir (dont le stade d'honneur a été renommé Altrad Stadium en 2014 puis GGL Stadium depuis 2018, rugby), stade Alain-Delylle (football, athlétisme), complexe du parc Montcalm : l'ancienne École d'application de l'infanterie (rugby, jeu de tambourin, tennis), terrain de football Gil Fayard, terrain de football Paul Valéry, terrain de football Bel Air (Petit-Bard), terrain de football Docteur Fourcade (les Bouisses), terrain de football Alain-Hernandez (Figuerolles), terrain de football Louis Combette (Celleneuve) ;
- La Paillade : terrains du complexe du stade de la Mosson (football), terrain de football les Gémeaux, terrain de football les Tritons.

### Boulodromes
- Boulodrome Bernard Gasset (couvert).

### Autres structures
- Il existe aussi, depuis 2010, le Park&Suites Arena qui est une salle multifonctions de nouvelle génération, la seconde salle indoor de France après le palais omnisports de Paris-Bercy. Cette salle remplit à la fois les fonctions de salle de spectacle, de palais omnisports et de hall d’exposition et de congrès… ;
- Il existe deux skateparks destinés à la pratique de ce sport et des sports dérivés : celui de la Mosson (quartier Mosson) et celui du Domaine de Grammont, situé près du Zénith Sud.

### Galerie des structures

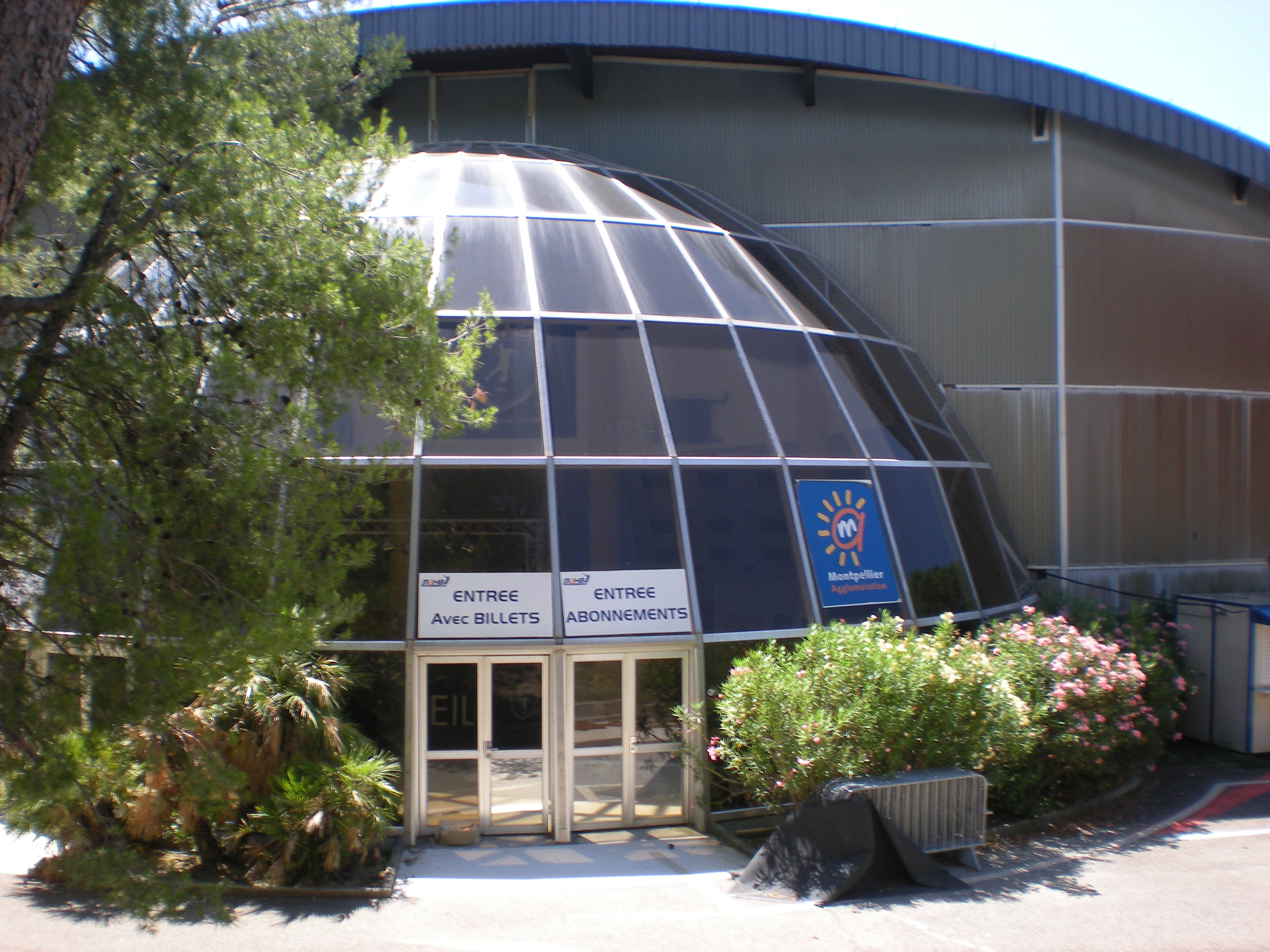
Palais des sports René Bougnol.
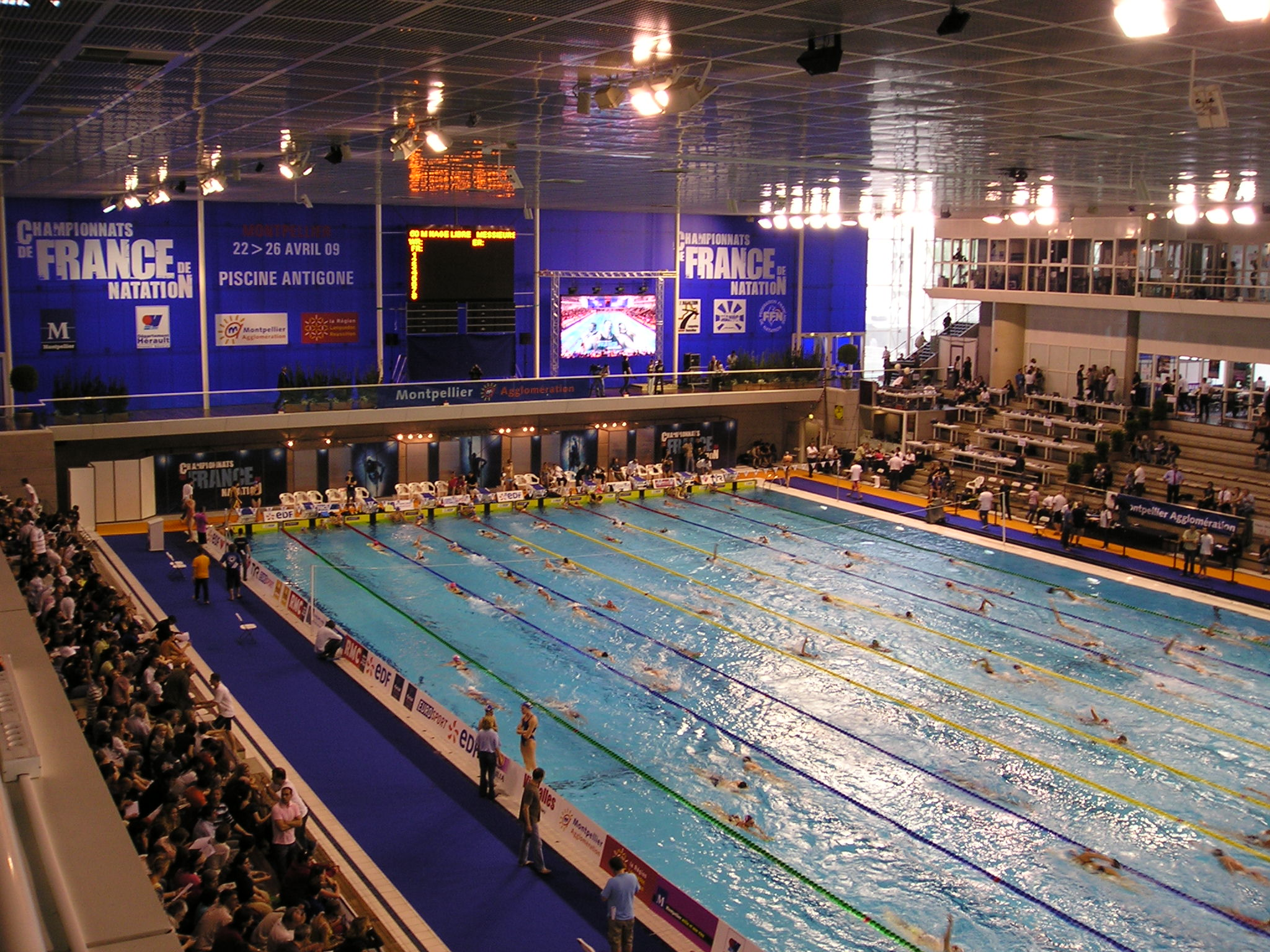
Piscine olympique d'Antigone.
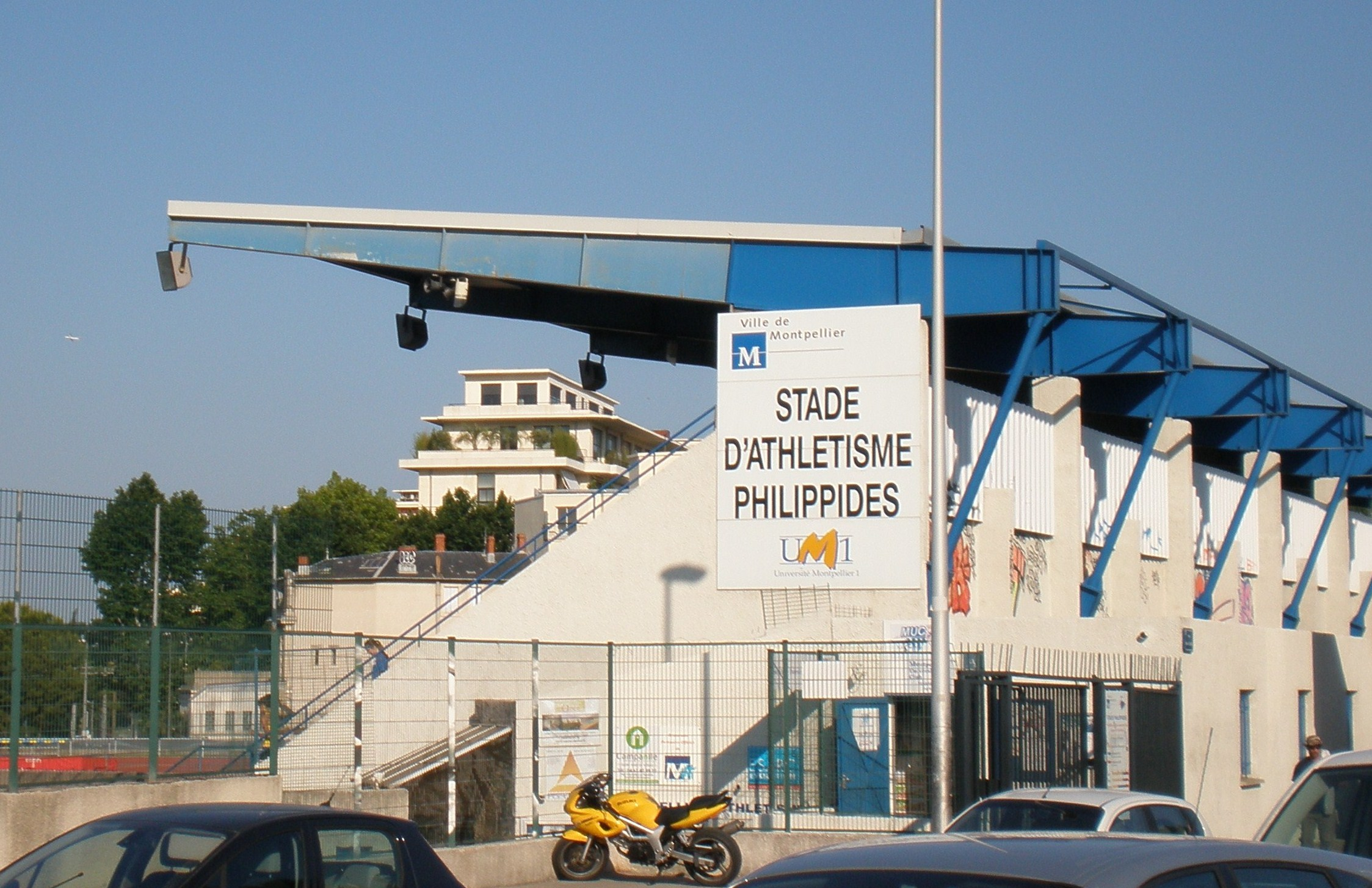
Le stade Philippidès.
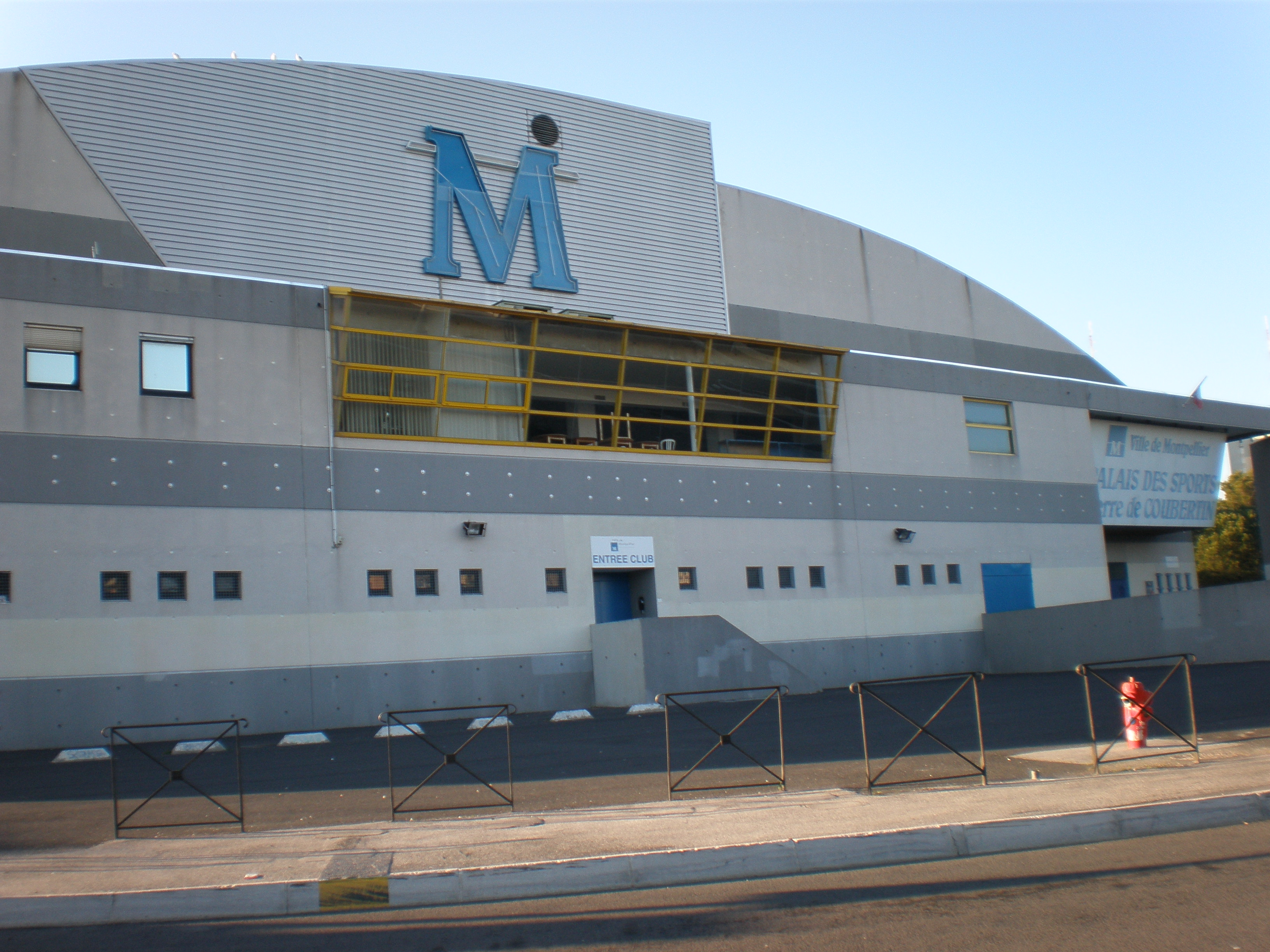
Le Palais des Sports Pierre de Coubertin en 2009.
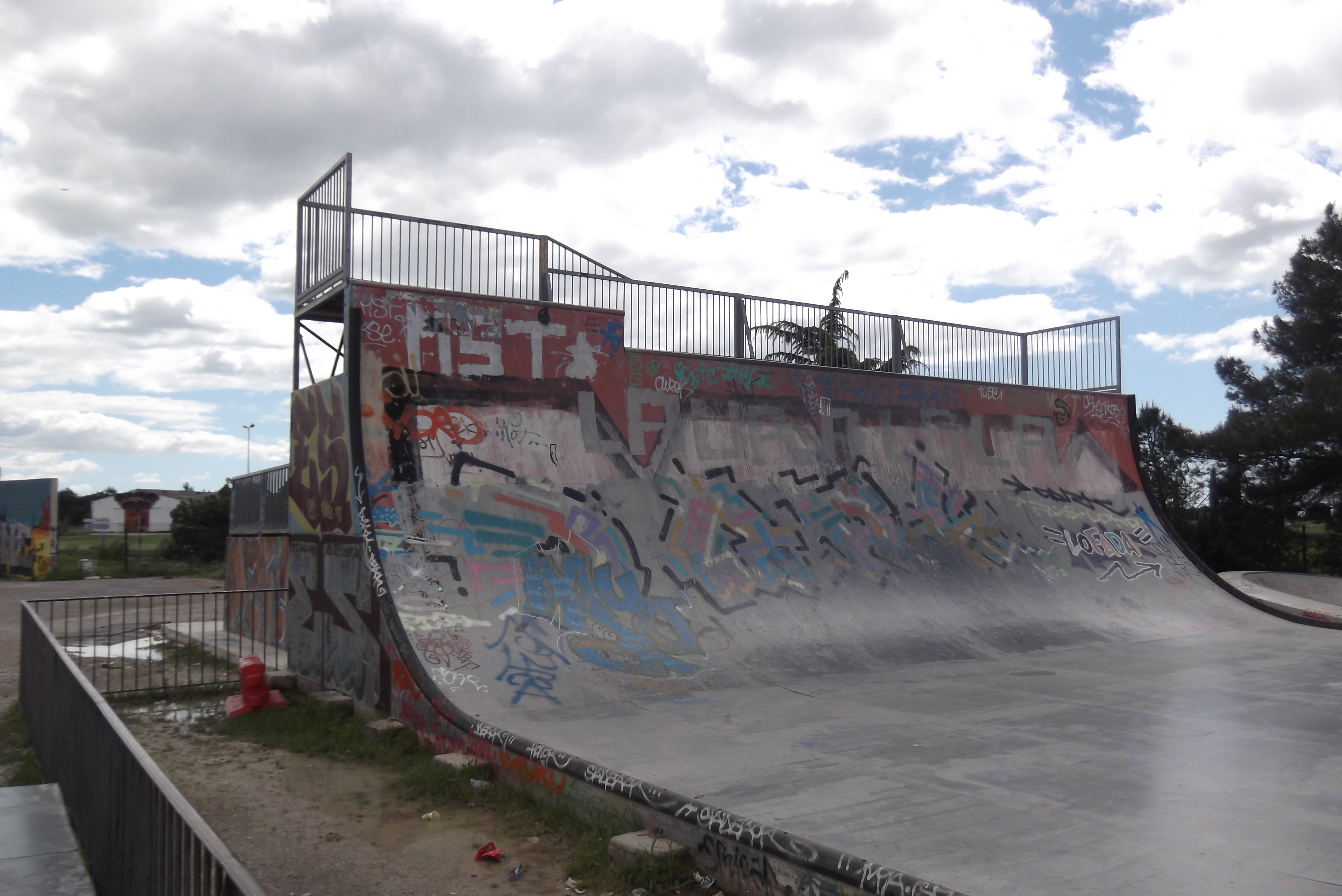
Skate park au domaine de Grammont en 2013.
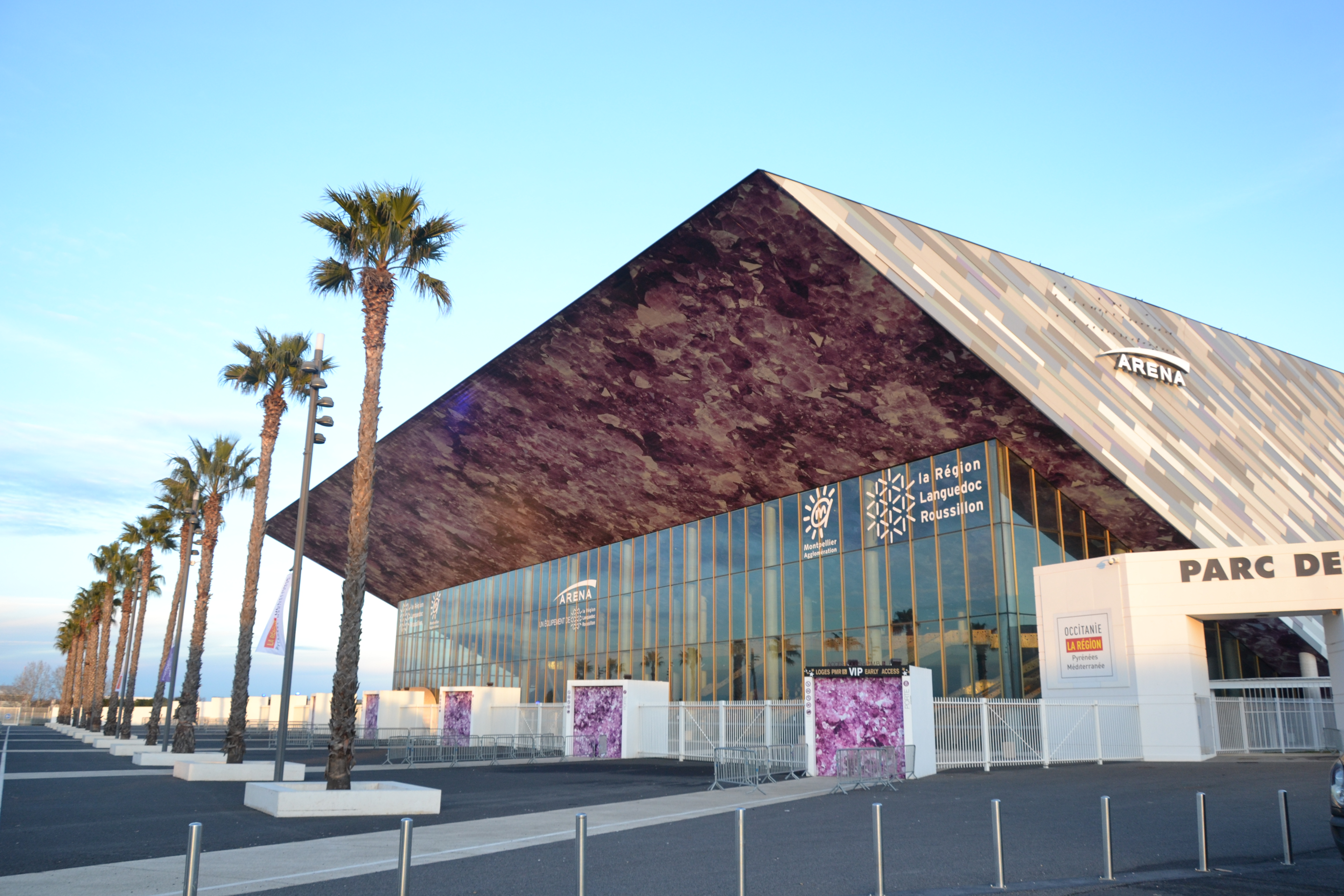
Façade de l'entrée de l'Arena au parc des expositions.

## Clubs sportifs de niveau national

### Baseball

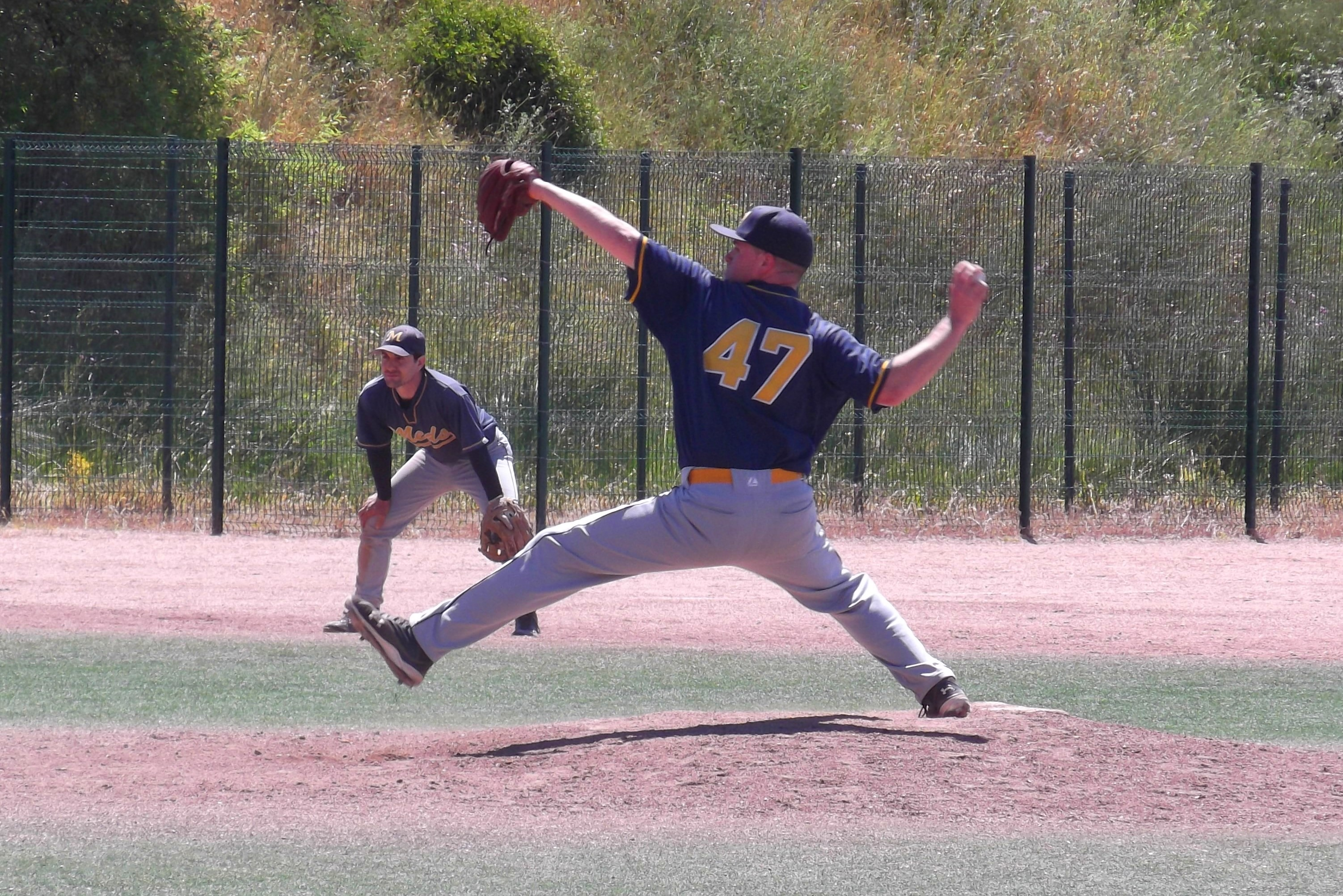
Baseball à Veyrassi.

Les Barracudas (Montpellier Université Club Baseball) évoluent en  Championnat de France Élite et se sont forgé un des meilleurs palmarès français en moins de trente ans d’existence (cf. infra : tableau d'honneur du sport montpelliérain).

### Football
Montpellier Hérault Sport Club
Le club évolue à nouveau en première division depuis la saison 2009-2010. Il obtint son premier titre de champion de France en 2012.
Montpellier Hérault Sport Club (féminines)
Le club évolue en première division. L'équipe féminine a été sacrée championne de France en 2004 et 2005.
Stade Olympique Montpelliérain (SOM)
Le Stade Olympique Montpelliérain (1919-1970) a été le premier club professionnel de la ville.

### Football américain
Les Hurricanes de Montpellier (football américain) évoluent pour la saison 2018-2019 en Division 1.

### Football australien
Les Montpellier Fire Sharks évoluent en Championnat de France de football australien 2015.
CEP Montpellier GYM. Créé en 1921. Ce nom CEP, cercle d’éducation physique, avait été choisi par les deux créateurs, M. Brun et Nègre. Il a toujours été un des grands club de Montpellier. En 1968, le CTR, Jean Claude Albert, reprend en mains les équipes féminines, la gymnastique mondiale ayant fait un bond fantastique. En 1980, c'est le premier club de gymnastique, en France, qui met en place au collège public Las Cases de Montpellier, des classes à horaire aménagés. Huit ans après, filles et garçons étaient au niveau national[réf. nécessaire].

### Handball
Le Montpellier Handball évolue en Division 1 depuis 1992. Le MHB est quatorze fois champion de France entre 1995 et 2012, a gagné 13 coupes de France et 10 coupes de la Ligue. Au niveau européen, il a remporté 2 Ligue des Champions en 2003 et 2018.
En handball féminin est présent le HBF 3M. L'équipe est en N1 depuis la saison 2018-19 et se maintient à ce niveau pour la saison 2019-20 grâce à une entente avec l'équipe de Frontignan Thau Handball.

### Hockey sur glace
Le Montpellier Métropole Hockey Club, évoluant en Division 1, a été fondé dans les années 1960. L'équipe est surnommée les Vipers. La construction de la patinoire d'agglomération Vegapolis a permis d'accélérer la croissance de ce sport jusque-là confidentiel à Montpellier.

### Judo
- ASPTT Judo Montpellier fondé en 1976.

### Parachutisme
Montpellier possède une école de parachutisme, qui exerce son activité sur les aérodromes voisins de Nimes/Courbessac et Avignon/Pujaut pour disposer de l'espace aérien nécessaire à la pratique de l'activité.

### Pétanque
L'équipe Nicollin Pétanque a eu de nombreux titres nationaux et européens.

### Rugby à XV

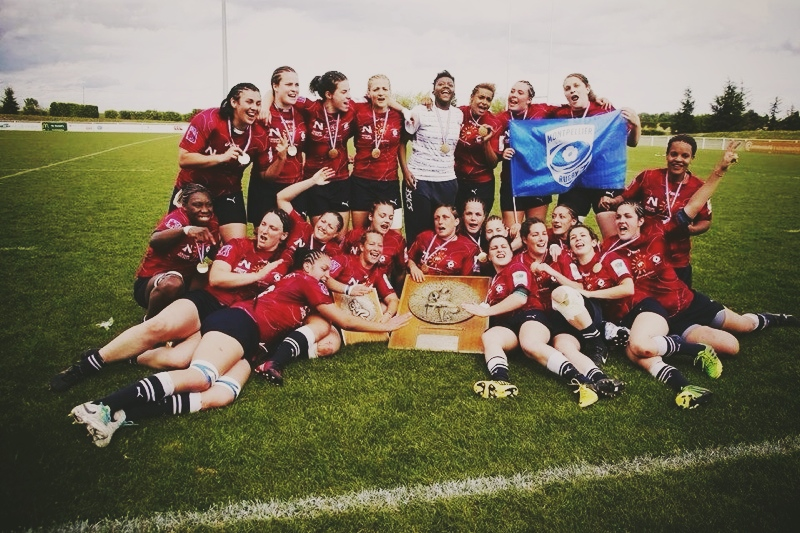
Les Coccinelles du MHR championnes de France 2014.

Le Montpellier Hérault rugby (ou MHR) joue dans le Top 14, champion de France en 2022, en est finaliste en 2011 et 2018. Il a remporté trois coupes d'Europe : Bouclier européen 2004, Challenge européen 2016 et Challenge européen 2021. Le club est également champion de France de Pro D2 en 2003. Le MHR joue depuis 2007 au stade Yves du Manoir.
L'équipe féminine du MHR (les Coccinelles), qui évolue en première division depuis 2005, a gagné le championnat en 2007, 2009, 2013, 2014, 2015, 2017 et 2018. En 2008, elle a conquis la Coupe d'Europe de rugby féminin.

### Rugby à XIII
Rugby League Montpellier XIII a évolué dans le championnat de France Élite de rugby à XIII jusqu'en 2012. Le club rencontre des difficultés financières…[réf. nécessaire]

### Sauvetage sportif
Aqualove Sauvetage depuis 2004. Premier du classement des clubs de la Fédération française de sauvetage et de secourisme, en 2011, 2012, 2016 et 2017.
Le club a aussi participé à l'organisation des championnats du monde de sauvetage sportif en 2014 à Montpellier et la Grande Motte.

### Tambourin
Montpellier possède un club de jeu de balle au tambourin, sport languedocien par excellence, le STC Montpellier (club de sport Tambourin Montpellier). La place Max Rouquette (Arceaux) était le haut lieu de la pratique de ce sport, mais depuis 2011, le club de sport Tambourin Montpellier bénéficie de terrains situés au parc Montcalm (l'ancienne École d'application de l'infanterie).

### Tennis de table
Le Montpellier tennis de table, ou MTT, est un club de tennis de table fondé en 1976.

### Volley-Ball
Le Montpellier Université Club évolue en Ligue B en 2012-2013.

### Water-polo
Le Montpellier Water-Polo évolue en championnat Élite (2023). Il a été champion de France en 2012 et en 2014.

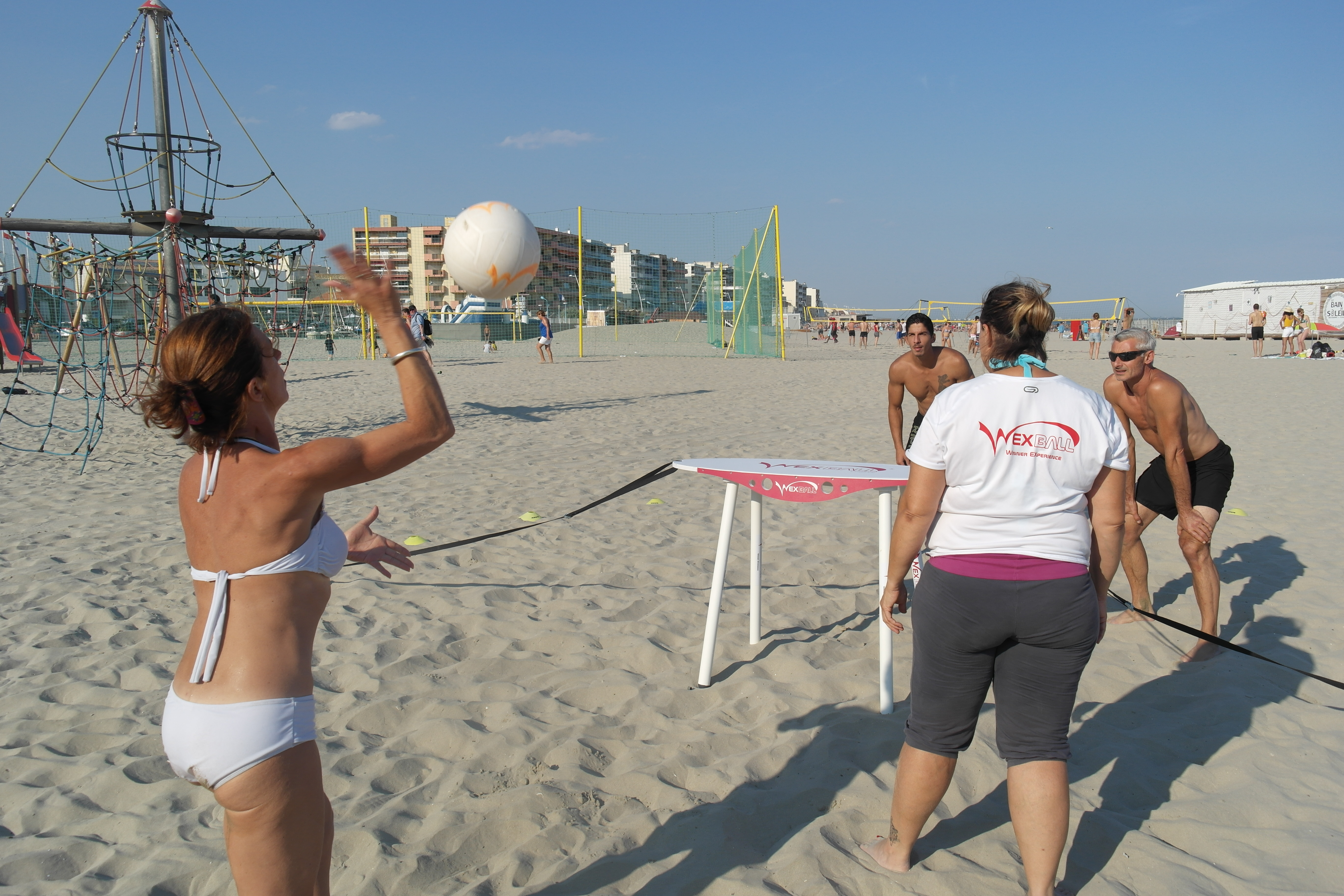
Le Club Montpellier Wexball Sport s'entraînant à Palavas-les-Flots.

### Wexball
Le Wexball Sport réunit les passionnés pratiquant le Wexball, un sport nomade, tout terrain. Chaque joueur disposent de plusieurs touches de balles avant de viser le wex (le support central). Le club a été fondé en 2018.

### Équipe de Nerf
L'équipe Sonic ICE est l'équipe de nerf la plus puissante de cette région[réf. nécessaire].

## Tableau d'honneur du sport montpelliérain

### Clubs
- Barracudas de Montpellier (baseball) : champion de France (3), vice-champion (9) et Challenge de France (1) ;
- Basket Lattes Montpellier Agglomération (féminines) : Championnat de France (1) en 2014, vice-champion (3) et Coupe de France (2) ;
- Montpellier Hérault Sport Club (football) : Championnat de France (1) en 2012, Coupe de France (2) et Coupe de la Ligue (1) ;
- Montpellier Hérault Sport Club (féminines) (football) : Championnat de France (2) et demi-finaliste Ligue des Champions (2) ;
- Montpellier Handball : Ligue des Champions (2), Finaliste en Coupe EHF (1), Championnat de France (14), Coupe de France (12), Coupe de la Ligue (9) et Trophée des Champions (2) ;
- Montpellier Hérault rugby : Championnat de France (1), Coupe d'Europe (Bouclier européen) (2) et vice-champion de France (2) ;
- Montpellier Hérault rugby (féminine) : Coupe d'Europe (1), Championnat de France (4) et vice-champion de France (3) ;
- Montpellier Université Club (volley-ball) : Championnat de France (7) et vice-champion de France (7) ;
- Montpellier Water-Polo : Championnat de France (2) en 2012 et 2014, vice-champion de France (6) et Coupe de France (2) ;
- Aqualove Sauvetage : Premier du classement des clubs de la Fédération française de sauvetage et de secourisme, en 2011, 2012, 2016 et 2017[9].

### Individuels
- René Bougnol, natif de Montpellier (1911-1956), escrimeur français double champion olympique ;
- Abdelhamid El Kaoutari (1990-), footballeur franco-marocain, champion de France 2012 avec le MHSC ;
- Emilie Evesque, tireuse sportive, a participé aux Jeux olympiques de Londres, détentrice de tous les records de France en carabine dans les disciplines olympiques ;
- Nicolas Jeanjean (1981-), joueur de rugby à XV international, champion de France (en 2001, Stade toulousain et en 2007, Stade français Paris) ;
- Franck Junillon (1978-), joueur de handball, international français, il remporte sept Championnats de France et la Ligue des Champions en 2003 avec le MAHB ainsi que deux championnats du Monde avec l'Équipe de France ;
- Jamel Saihi (1987-), footballeur franco-tunisien, international tunisien, champion de France 2012 avec le MHSC ;
- Valérian Sauveplane (1980-), tireur sportif, double finaliste olympique et recordman du Monde ;
- Julien Tomas (1985-), joueur de rugby à XV international et vice-champion de France 2011 avec le MHR ;
- François Trinh-Duc (1986-), rugbyman international (Grand chelem lors du Tournoi des six nations 2010 et vice-champion du monde en 2011) ;
- Frédéric Volle (1966-), ancien joueur de handball international français, champion du monde 1995 et champion de France de handball à plusieurs reprises avec l'OM-Vitrolles.

### Galerie du tableau d'honneur

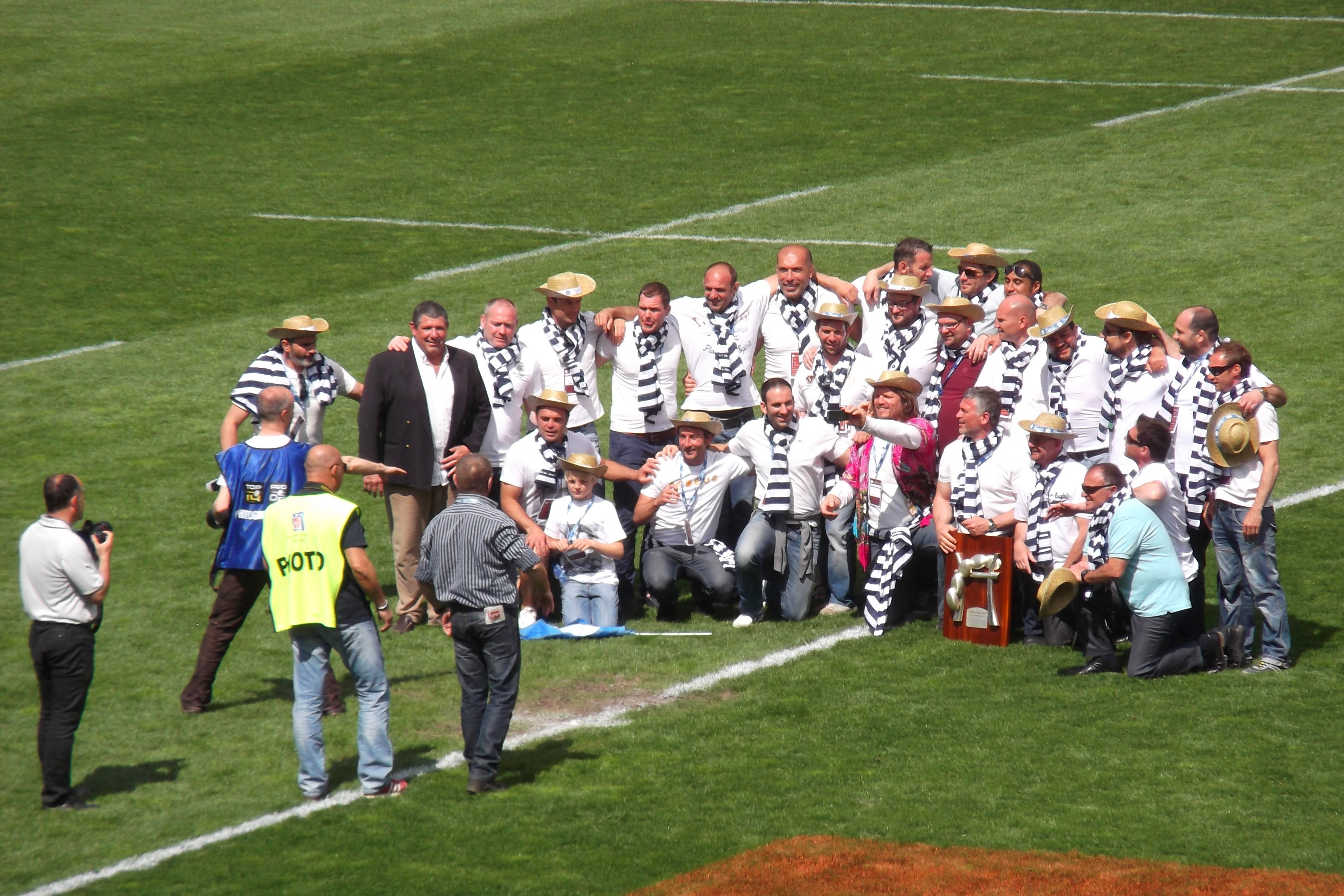
Les anciens de la saison 2002-2003 du Montpellier Hérault rugby (MHR).
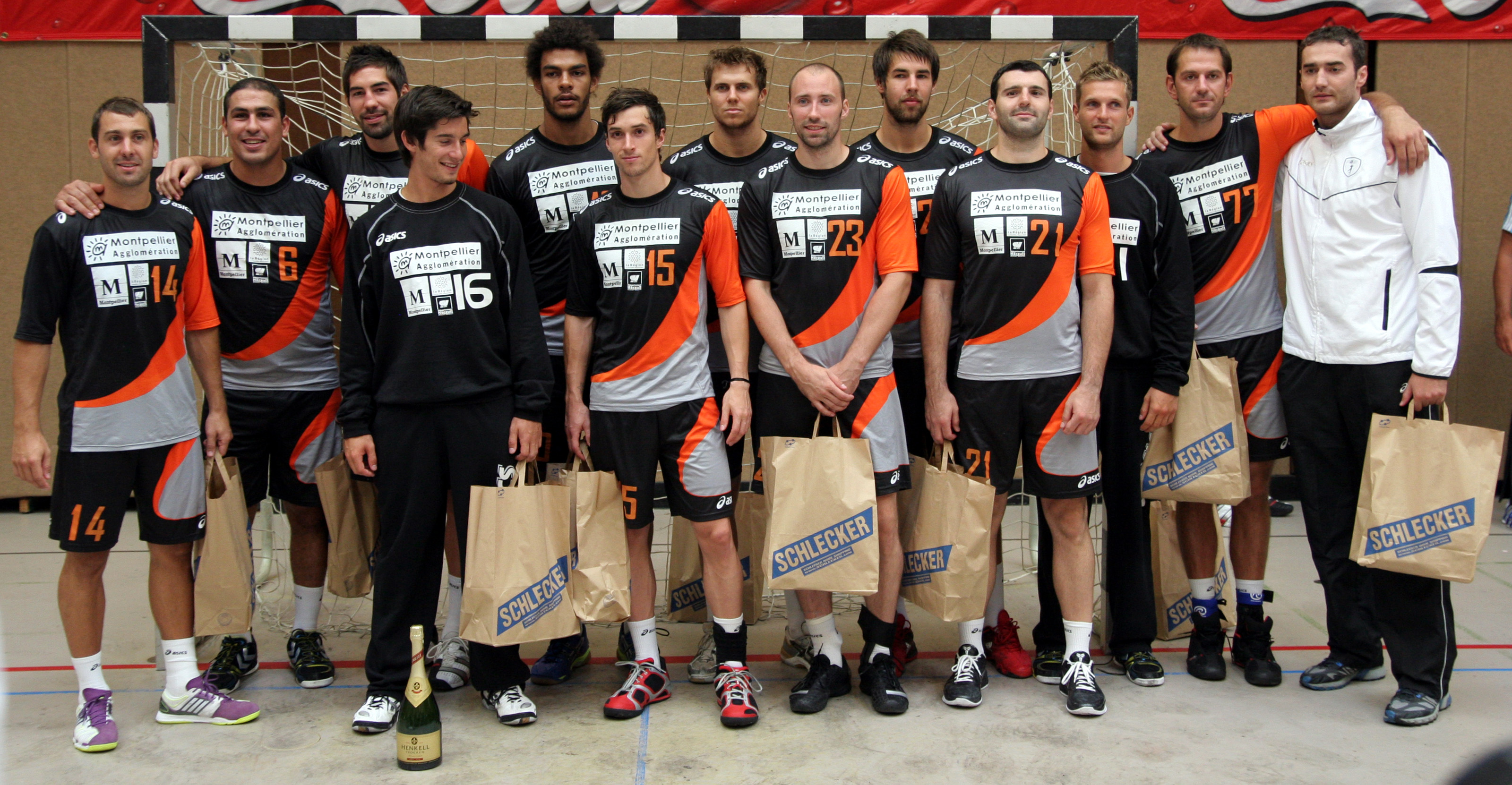
Le Montpellier Agglomération Handball en 2010.
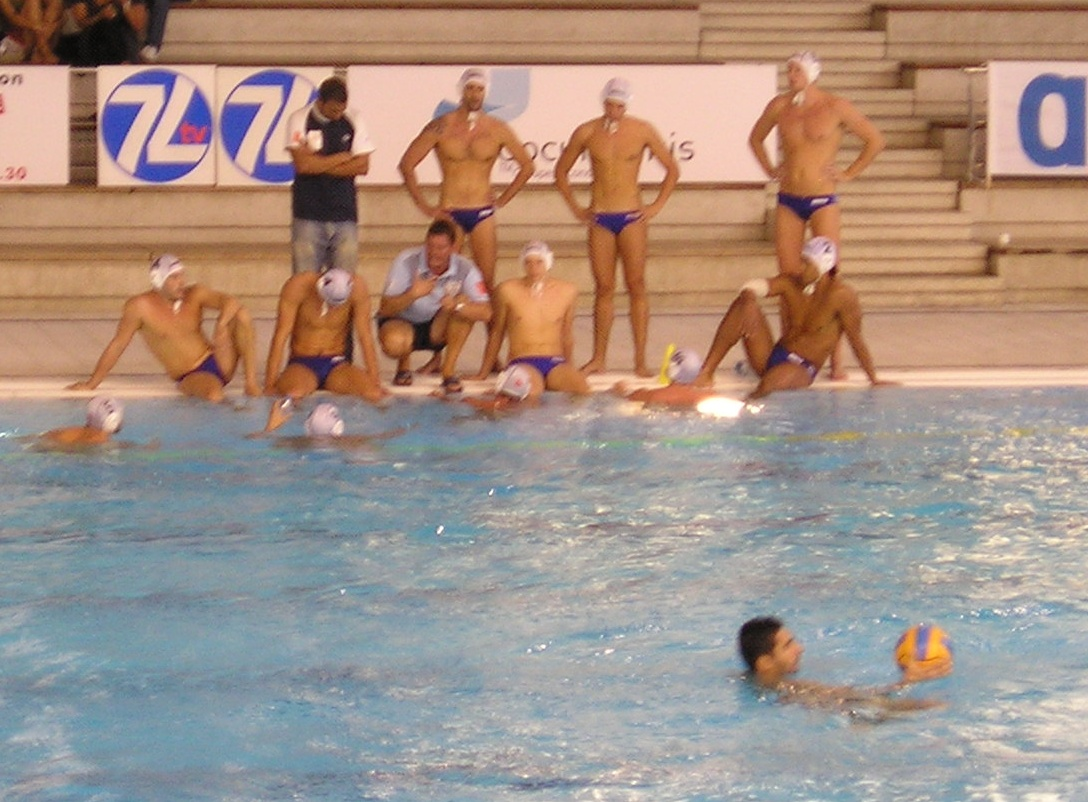
Temps mort durant la Coupe de France de water-polo, en 2009.
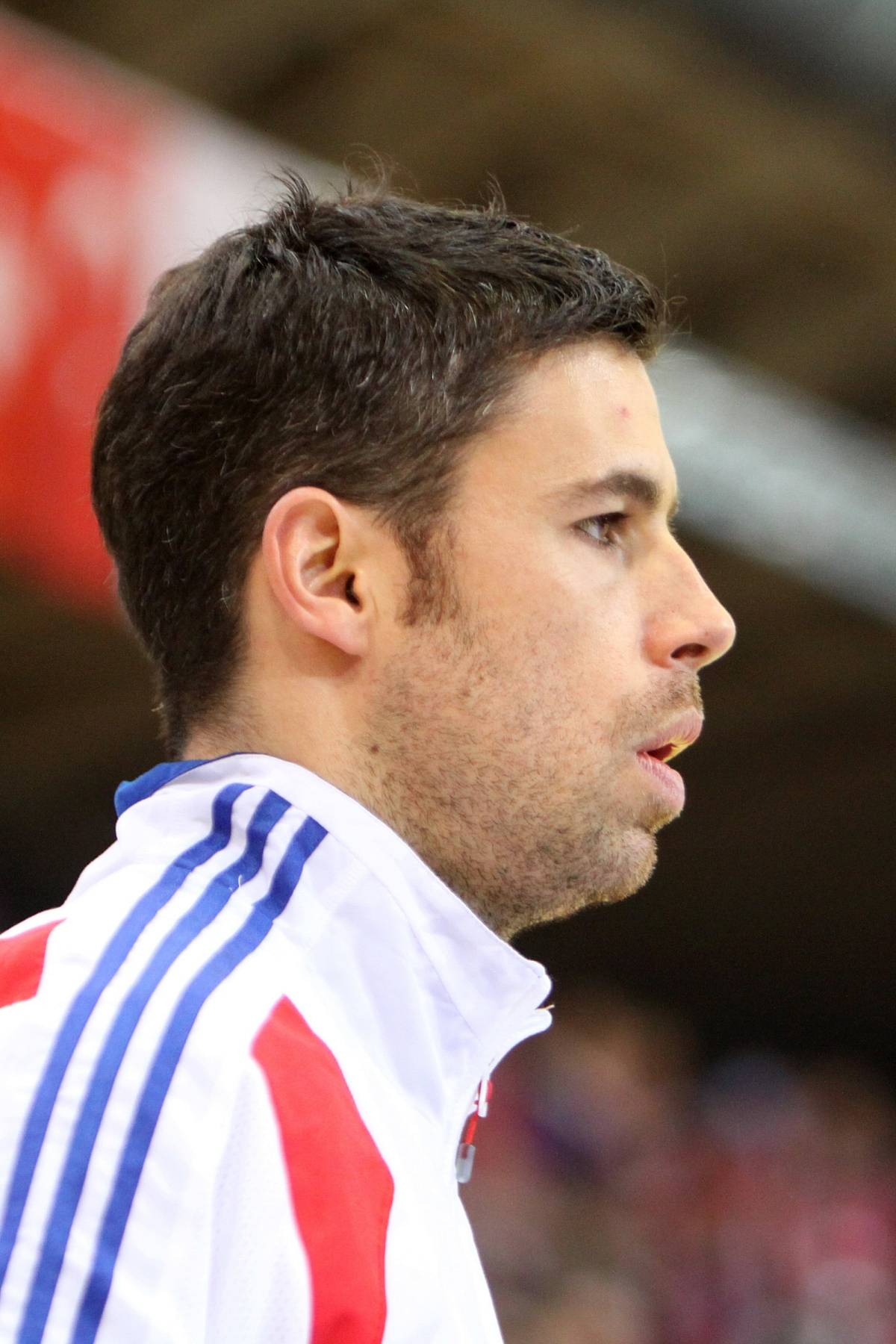
Franck Junillon, ex-joueur du MAHB.
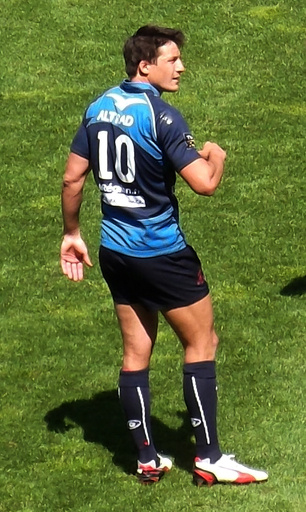
François Trinh-Duc (MHR).
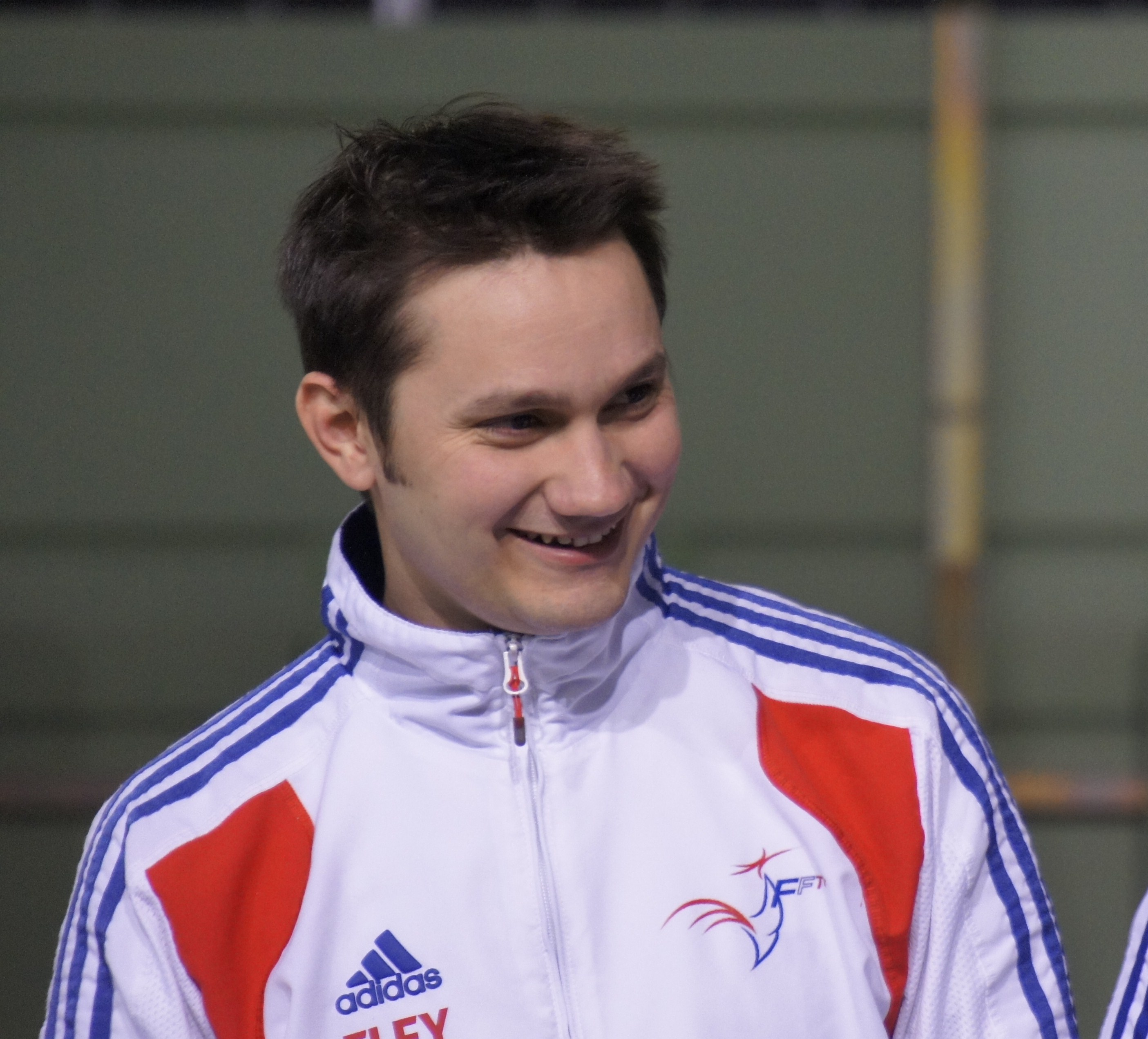
Valérian Sauveplane au Championnat de France 2013 à Reims.

## Évènements sportifs montpelliérains

### Annuels

#### FISE
Le Festival international des sports extrêmes (FISE) est une compétition de sports freestyle programmée au printemps à Montpellier.

#### Marathon de Montpellier
Le marathon de Montpellier est une épreuve de course à pied de 42,195 km qui est organisée annuellement depuis le 17 octobre 2010 dans les rues de Montpellier.

#### Tournoi de tennis de Montpellier
L'Open Sud de France, souvent appelé Open de Montpellier, est un tournoi de tennis masculin se déroulant dans la commune de Pérols (Arena), dans la communauté d'agglomération de Montpellier (Hérault). La première édition a lieu en octobre 2010. Classé dans la catégorie ATP World Tour 250, il se joue sur dur en conditions indoor.

### Exceptionnel
- En 2014 se sont déroulés les championnats du monde de Sauvetage sportif à Montpellier pour la piscine et à la Grande Motte pour le côtier.

- En 2021 (du 28 au 31 juillet), la ville doit accueillir la 2e édition du Championnat d'Europe féminin de baseball[15].

#### Tour de France
- 1947 : leader du classement général René Vietto.
  - 12e étape, Marseille → Montpellier (165 km), vainqueur d’étape Henri Massal ;
  - 13e étape, Montpellier → Carcassonne (172 km), vainqueur d’étape Lucien Teisseire.
- 1948 : leader du classement général Louison Bobet.
  - 9e étape, Toulouse → Montpellier (246 km), vainqueur d’étape Raymond Impanis ;
  - 10e étape, Montpellier → Marseille (248 km), vainqueur d’étape Raymond Impanis.
- 1951 : leader du classement général Hugo Koblet.
  - 16e étape, Carcassonne → Montpellier (192 km), vainqueur d’étape Hugo Koblet ;
  - 17e étape, Montpellier → Avignon (224 km), vainqueur d’étape Louison Bobet.
- 1956 :
  - 14e étape, Toulouse → Montpellier (231 km), vainqueur d’étape Roger Hassenforder et leader du classement général Jan Adriaensens ;
  - 15e étape, Montpellier → Aix-en-Provence (204 km), vainqueur d’étape Joseph Thomin et leader du classement général Wout Wagtmans.
- 1961 : leader du classement général Jacques Anquetil.
  - 13e étape, Aix-en-Provence → Montpellier (177,5 km), vainqueur d’étape André Darrigade ;
  - 14e étape, Montpellier → Perpignan (174 km), vainqueur d’étape Eddy Pauwels.
- 1962 : leader du classement général Joseph Planckaert.
  - 15e étape, Carcassonne → Montpellier (196,5 km), vainqueur d’étape Willy Vannitsen ;
  - 16e étape, Montpellier → Aix-en-Provence (185 km), vainqueur d’étape Émile Daems.
- 1964 : leader du classement général Georges Groussard.
  - 11e étape, Toulon → Montpellier (250 km), vainqueur d’étape Edward Sels ;
  - 12e étape, Montpellier → Perpignan (174 km), vainqueur d’étape Johan De Roo.
- 1965 : leader du classement général Felice Gimondi.
  - 13e étape, Perpignan → Montpellier (164 km), vainqueur d’étape Adriano Durante ;
  - 14e étape, Montpellier → Mont Ventoux (173 km), vainqueur d’étape Raymond Poulidor.
- 1966 : 14e étape, Montpellier → Aubenas Vals-les-Bains (144 km), vainqueur d’étape Johan De Roo et leader du classement général Karl-Heinz Kunde ;
- 1970 : leader du classement général Eddy Merckx.
  - 15e étape, Carpentras → Montpellier (144,5 km), vainqueur d’étape Riny Wagtmans ;
  - 16e étape, Montpellier → Toulouse (259,5 km), vainqueur d’étape Albert Van Vlierberghe.
- 1973 : 11e étape, Montpellier → Argelès-sur-Mer (238 km), vainqueur d’étape Barry Hoban et leader du classement général Luis Ocaña ;
- 1974 : 13e étape, Avignon → Montpellier (126 km), vainqueur d’étape Barry Hoban et leader du classement général Eddy Merckx ;
- 1980 : leader du classement général Joop Zoetemelk.
  - 14e étape, Lézignan-Corbières → Montpellier (189,5 km), vainqueur d’étape Ludo Peeters ;
  - 15e étape, Montpellier → Martigues (160 km), vainqueur d’étape Bernard Vallet.
- 1989 : leader du classement général Laurent Fignon.
  - 12e étape, Toulouse → Montpellier (242 km), vainqueur d’étape Valerio Tebaldi ;
  - 13e étape, Montpellier → Marseille (179 km), vainqueur d’étape Vincent Barteau.
- 1993 : leader du classement général Miguel Indurain.
  - 13e étape, Marseille → Montpellier (181,5 km), vainqueur d’étape Olaf Ludwig ;
  - 14e étape, Montpellier → Perpignan (223 km), vainqueur d’étape Pascal Lino.
- 1994 : leader du classement général Miguel Indurain.
  - 14e étape, Castres → Montpellier (202 km), vainqueur d’étape Rolf Sørensen ;
  - 15e étape, Montpellier → Carpentras (231 km), vainqueur d’étape Eros Poli.
- 2005 : 13e étape, Miramas → Montpellier (173,5 km), vainqueur d’étape Robbie McEwen et leader du classement général Lance Armstrong ;
- 2007 : leader du classement général Michael Rasmussen.
  - 11e étape, Marseille → Montpellier (182,5 km), vainqueur d’étape Robert Hunter ;
  - 12e étape, Montpellier → Castres (178,5 km), vainqueur d’étape Tom Boonen.
- 2009 : 4e étape, Montpellier (39 km), vainqueur de l'équipe Astana et leader du classement général Fabian Cancellara ;
- 2011 : 15e étape, Limoux → Montpellier (192,5 km), vainqueur d’étape Mark Cavendish et leader du classement général Thomas Voeckler ;
- 2013 : leader du classement général Daryl Impey.
  - 6e étape, Aix-en-Provence → Montpellier (176,5 km), vainqueur d’étape André Greipel ;
  - 7e étape, Montpellier → Albi (205,5 km), vainqueur d’étape Peter Sagan.
- 2016 : leader du classement général Christopher Froome.
  - 11e étape, Carcassonne → Montpellier (162,5 km), vainqueur d’étape Peter Sagan ;
  - 12e étape, Montpellier → Mont Ventoux (178 km), vainqueur d’étape Thomas De Gendt.

### Galerie des évènements sportifs

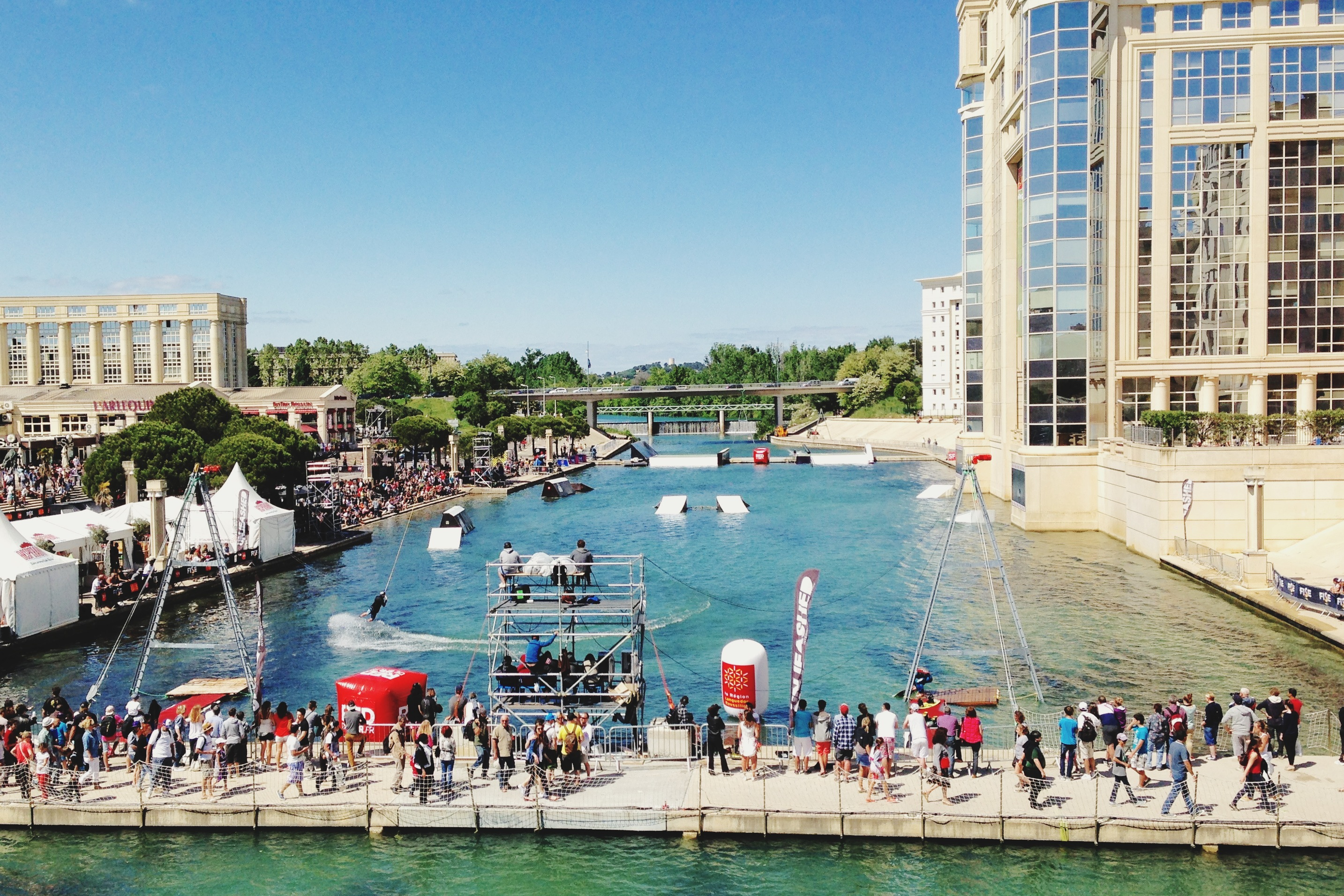
Le Festival international des sports extrêmes (FISE) en mai 2013.
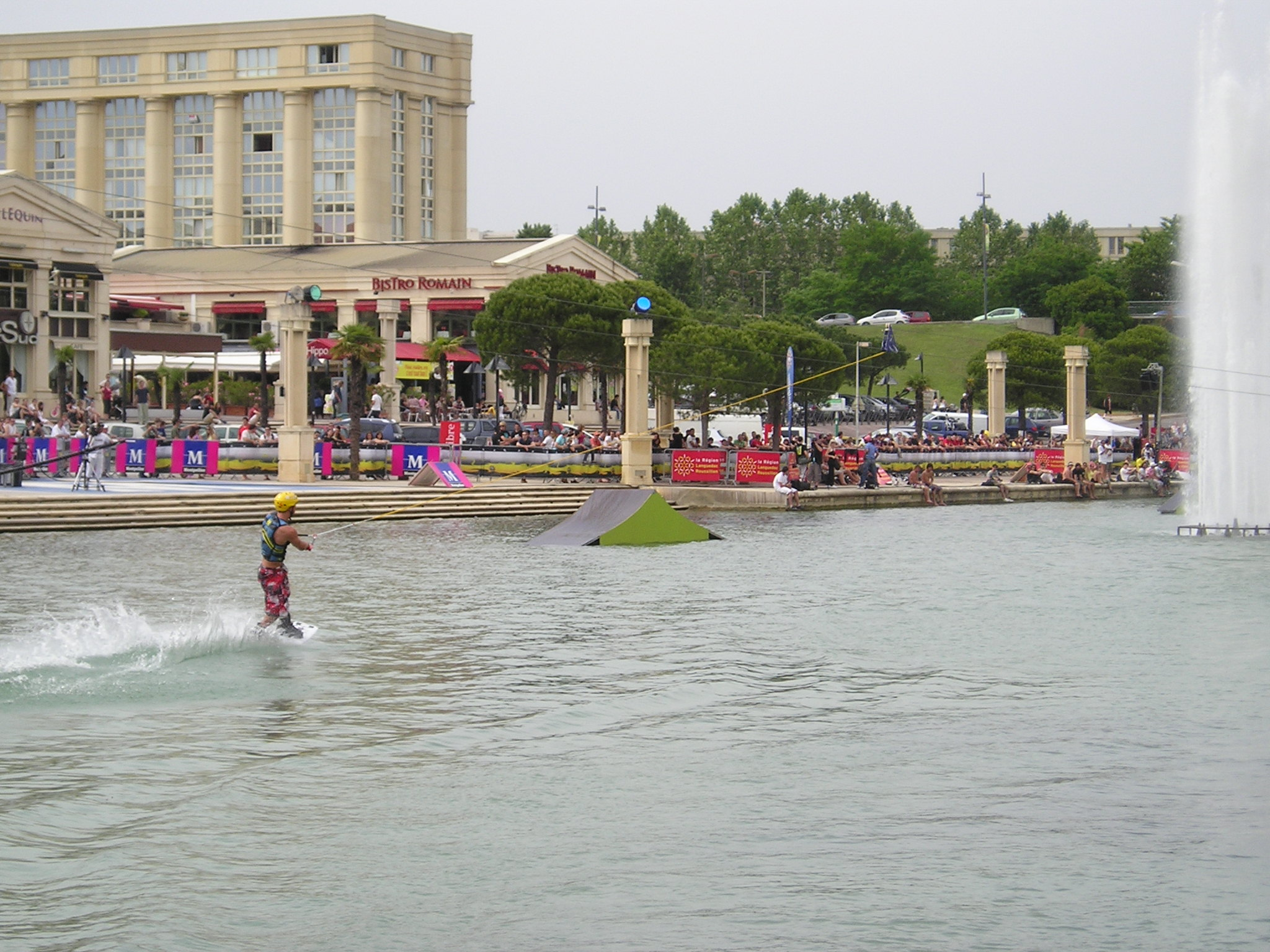
FISE 2009 : wakeboard.
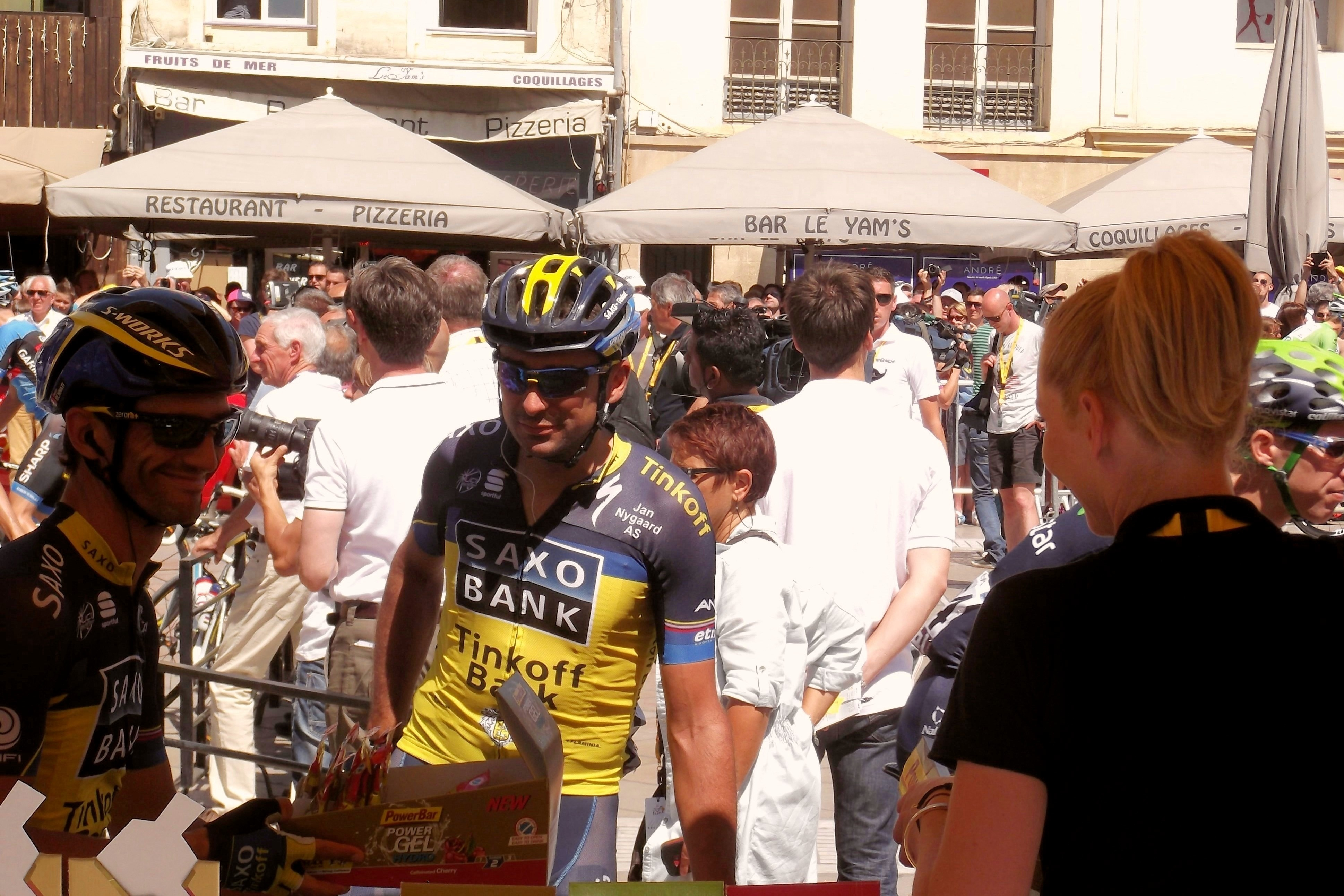
Sur la place de la Comédie, avant le départ du Tour de France 2013.
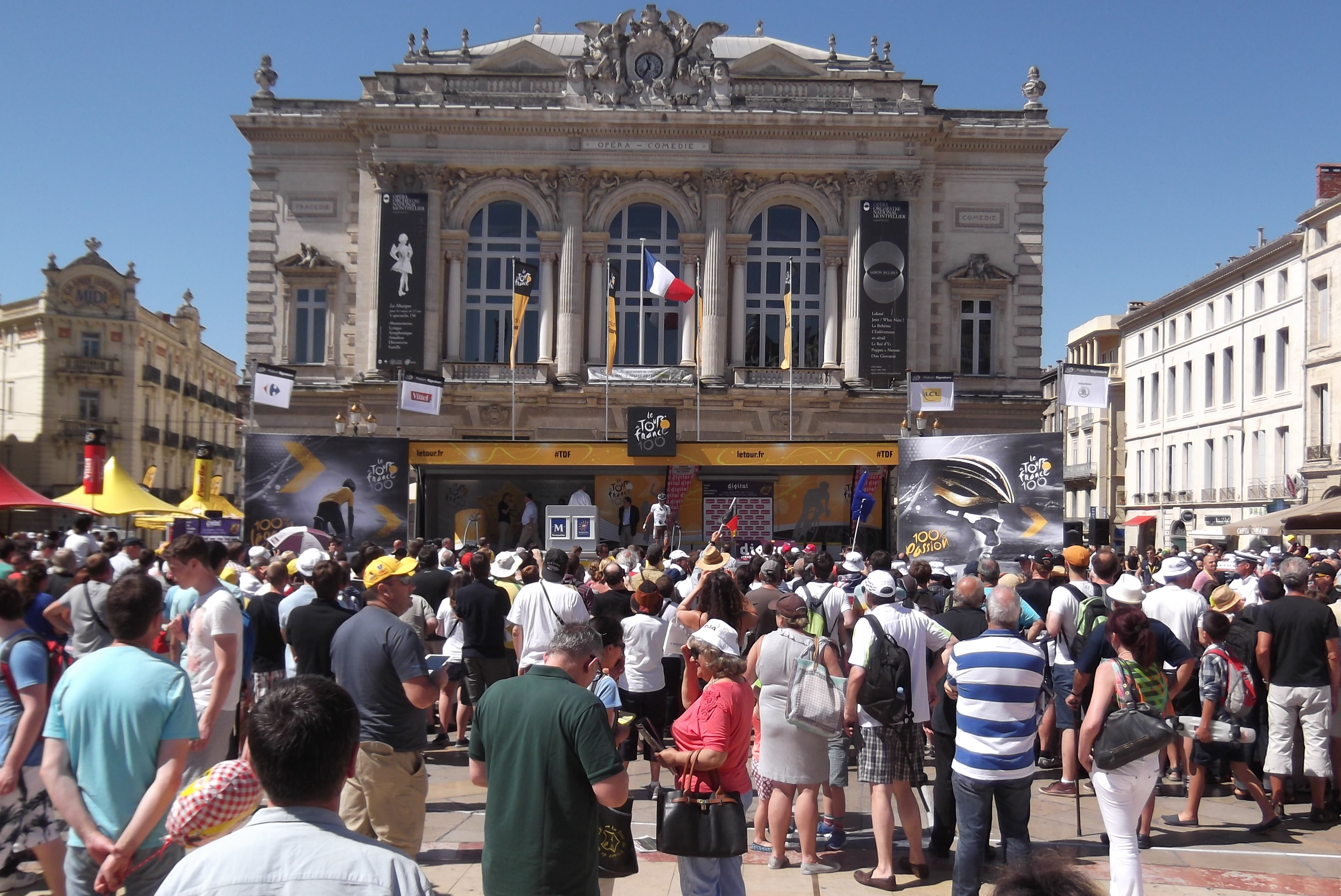
Vue générale du podium de départ de la 7e étape du Tour de France 2013 sur la place de la Comédie.
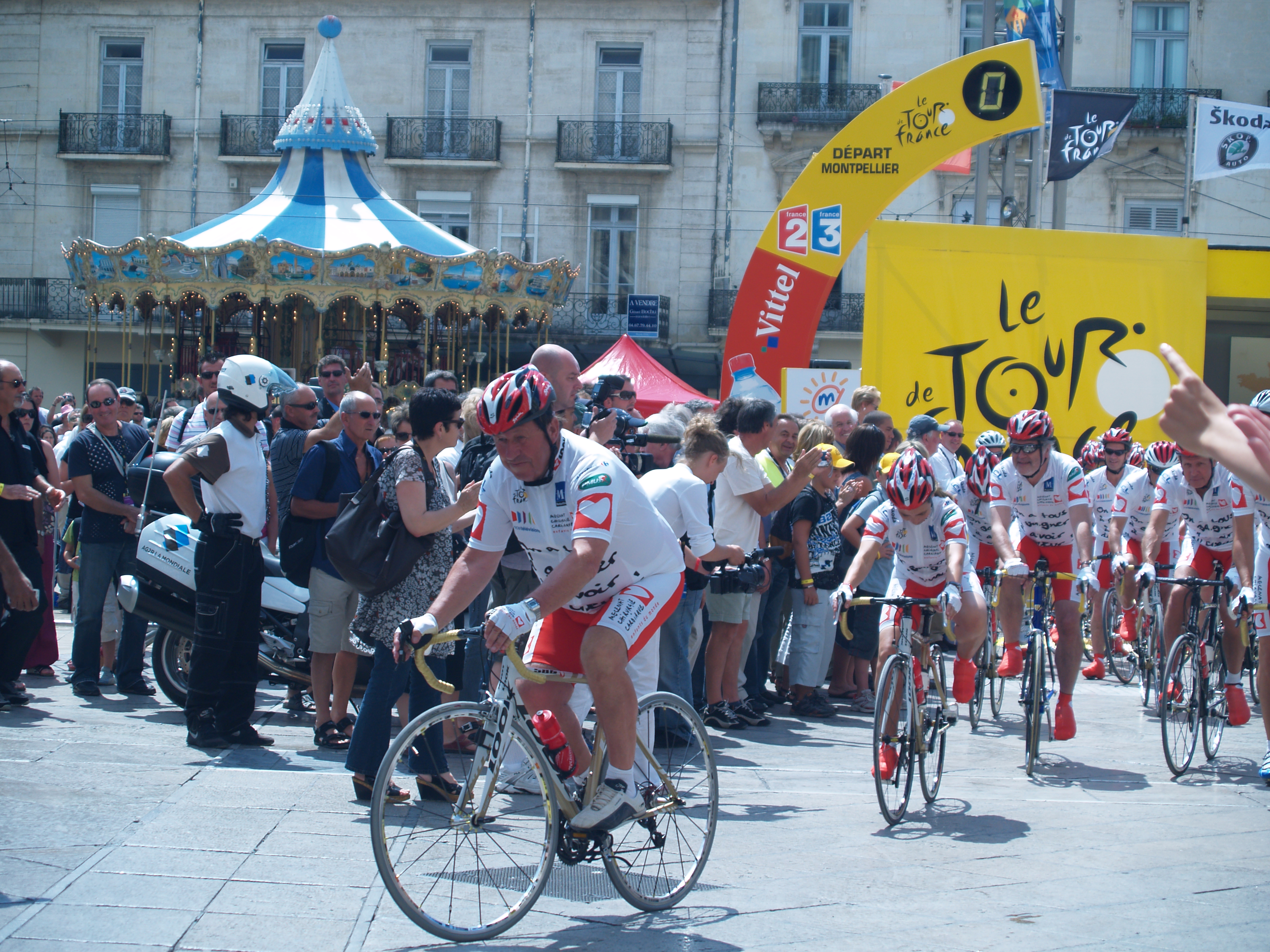
2009, Guy Roux sur la place de la Comédie, durant l'opération « On a tous un cœur ».